# Championnats du monde de ski alpin 2011
Navigation
Édition précédente Édition suivante
La 41e édition des championnats du monde de ski alpin se déroule du 7 au 20 février 2011 à Garmisch-Partenkirchen en Allemagne. La station se voit attribuer, au détriment de la ville autrichienne Schladming, l'organisation de cette compétition bisannuelle le 25 mai 2006 à Vilamoura au Portugal par la Fédération internationale de ski, autorité organisatrice de l'événement.
L'Allemagne et la station de Garmisch-Partenkirchen accueillent cet évènement pour la deuxième fois après l'édition 1978. L'édition 2011 réunit 525 athlètes issus de 69 délégations nationales. L'évènement comprend onze épreuves : la descente, le super G, le slalom géant, le slalom et le combiné pour chaque sexe, et une épreuve mixte la Coupe des nations.
L'Autriche termine au premier rang des médailles avec quatre titres, tous acquis dans les épreuves féminines, incluant les deux titres d'Elisabeth Görgl, le titre d'Anna Fenninger et de Marlies Schild, devant la France lauréate du titre de la coupe des nations et du slalom masculin avec Jean-Baptiste Grange. En ce qui concerne les performances individuelles, Görgl remporte donc deux titres, l'Italien Christof Innerhofer obtient trois médailles avec l'or en super G, l'argent en combiné et le bronze en descente, et Maria Riesch remporte les deux seules médailles du pays organisateur avec deux médailles de bronze en descente et super G. Enfin, le Norvégien Aksel Lund Svindal est le seul skieur à conserver son titre mondial en remportant le combiné.
La Suisse rafle 4 médailles de chocolat, dont 3 chez les femmes. En effet, Lara Gut finit 4e du Super-G et de la descente, alors que Dominique Gisin prend celle du super-combiné. Chez les hommes, c'est Didier Cuche qui prend la 4e place du Super-G, où il perd son titre.
Ces championnats sont marqués par la performance de l'équipe italienne, assez décevante en Coupe du monde, qui avec 6 médailles dont le titre en Super G masculin, enregistre son meilleur résultat depuis 1997. Du côté des déceptions, la Suisse, qui avec une seule médaille signe sa moins bonne performance depuis 2005, contrastant avec ses 6 médailles remportées à Val-d'Isère en 2009. L'Allemagne, pays organisateur, qui espérait remporter au moins un titre grâce à Maria Riesch, ne rapporte que deux médailles de bronze. Avec ses 4 médailles, la France finit à la deuxième place du classement des nations.

## Calendrier
| ent. | Entraînement | c | Course |

| Événements            | Événements            | Calendrier (février) | Calendrier (février) | Calendrier (février) | Calendrier (février) | Calendrier (février) | Calendrier (février) | Calendrier (février) | Calendrier (février) | Calendrier (février) | Calendrier (février) | Calendrier (février) | Calendrier (février) | Calendrier (février) | Calendrier (février) | Calendrier (février) |
| Événements            | Événements            | 7                    | 8                    | 9                    | 10                   | 11                   | 12                   | 13                   | 14                   | 15                   | 16                   | 17                   | 18                   | 19                   | 20                   |                      |
| Cérémonie d'ouverture | Cérémonie d'ouverture | •                    |                      |                      |                      |                      |                      |                      |                      |                      |                      |                      |                      |                      |                      |                      |
| HOMMES                | Descente              |                      |                      |                      | ent.                 | ent.                 | c                    | ent.*                |                      |                      |                      |                      |                      |                      |                      |                      |
| HOMMES                | Super G               |                      |                      | c                    |                      |                      |                      |                      |                      |                      |                      |                      |                      |                      |                      |                      |
| HOMMES                | Slalom géant          |                      |                      |                      |                      |                      |                      |                      |                      |                      |                      |                      | c                    |                      |                      |                      |
| HOMMES                | Slalom                |                      |                      |                      |                      |                      |                      |                      |                      |                      |                      |                      |                      |                      | c                    |                      |
| HOMMES                | Super combiné         |                      |                      |                      |                      |                      |                      |                      | c                    |                      |                      |                      |                      |                      |                      |                      |
| FEMMES                | Descente              |                      |                      | ent.                 | ent.                 |                      | ent.                 | c                    |                      |                      |                      |                      |                      |                      |                      |                      |
| FEMMES                | Super G               |                      | c                    |                      |                      |                      |                      |                      |                      |                      |                      |                      |                      |                      |                      |                      |
| FEMMES                | Slalom géant          |                      |                      |                      |                      |                      |                      |                      |                      |                      |                      | c                    |                      |                      |                      |                      |
| FEMMES                | Slalom                |                      |                      |                      |                      |                      |                      |                      |                      |                      |                      |                      |                      | c                    |                      |                      |
| FEMMES                | Super combiné         |                      |                      |                      |                      | c                    |                      |                      |                      |                      |                      |                      |                      |                      |                      |                      |
| Coupe des nations     | Coupe des nations     |                      |                      |                      |                      |                      |                      |                      |                      |                      | c                    |                      |                      |                      |                      |                      |

* Pour le super-combiné.

## Délégations présentes
525 athlètes participent dans 69 pays :
| - Afrique du Sud - Allemagne - Andorre - Argentine - Arménie - Australie - Autriche - Azerbaïdjan - Belgique - Biélorussie - Bosnie-Herzégovine - Brésil - Bulgarie - Canada - Chili - Chine - Chypre - Corée du Sud | - Croatie - Danemark - Espagne - Estonie - États-Unis - Finlande - France - Géorgie - Ghana - Grèce - Haïti - Hongrie - Inde - Iran - Irlande - Islande - Israël - Italie | - Japon - Kazakhstan - Kenya - Kirghizistan - Lettonie - Liban - Liechtenstein - Lituanie - Luxembourg - Macédoine - Mexique - Moldavie - Monaco - Monténégro - Norvège - Nouvelle-Zélande - Ouzbékistan - Pays-Bas | - Pérou - Pologne - Portugal - Porto Rico - Roumanie - Royaume-Uni - Russie - Saint-Marin - Sénégal - Serbie - Slovaquie - Slovénie - Suède - Suisse - République tchèque - Turquie - Ukraine - Venezuela |

## Tableau des médailles
| Rang | Nation     | Or | Argent | Bronze | Total |
| ---- | ---------- | -- | ------ | ------ | ----- |
| 1    | Autriche   | 4  | 3      | 1      | 8     |
| 2    | France     | 2  | 1      | 1      | 4     |
| 3    | Italie     | 1  | 2      | 3      | 6     |
| 4    | États-Unis | 1  | 2      | 0      | 3     |
| 5    | Slovénie   | 1  | 1      | 0      | 2     |
| 6    | Canada     | 1  | 0      | 0      | 1     |
| 6    | Norvège    | 1  | 0      | 0      | 1     |
| 8    | Suède      | 0  | 1      | 3      | 4     |
| 9    | Suisse     | 0  | 1      | 0      | 1     |
| 10   | Allemagne  | 0  | 0      | 2      | 2     |
| 11   | Croatie    | 0  | 0      | 1      | 1     |

## Résultats

### Hommes
| Épreuves                          | Or                          | Argent                     | Bronze                       |
| --------------------------------- | --------------------------- | -------------------------- | ---------------------------- |
| Descente résultats détaillés      | Erik Guay Canada            | Didier Cuche Suisse        | Christof Innerhofer Italie   |
| Super G résultats détaillés       | Christof Innerhofer Italie  | Hannes Reichelt Autriche   | Ivica Kostelić Croatie       |
| Slalom géant résultats détaillés  | Ted Ligety États-Unis       | Cyprien Richard France     | Philipp Schörghofer Autriche |
| Slalom résultats détaillés        | Jean-Baptiste Grange France | Jens Byggmark Suède        | Manfred Moelgg Italie        |
| Super combiné résultats détaillés | Aksel Lund Svindal Norvège  | Christof Innerhofer Italie | Peter Fill Italie            |

### Femmes
| Épreuves                          | Or                       | Argent                   | Bronze                      |
| --------------------------------- | ------------------------ | ------------------------ | --------------------------- |
| Descente résultats détaillés      | Elisabeth Görgl Autriche | Lindsey Vonn États-Unis  | Maria Riesch Allemagne      |
| Super G résultats détaillés       | Elisabeth Görgl Autriche | Julia Mancuso États-Unis | Maria Riesch Allemagne      |
| Slalom géant résultats détaillés  | Tina Maze Slovénie       | Federica Brignone Italie | Tessa Worley France         |
| Slalom résultats détaillés        | Marlies Schild Autriche  | Kathrin Zettel Autriche  | Maria Pietilä-Holmner Suède |
| Super combiné résultats détaillés | Anna Fenninger Autriche  | Tina Maze Slovénie       | Anja Pärson Suède           |

### Par équipe
| Épreuves                              | Or                      | Argent | Bronze                                                                                            |
| ------------------------------------- | ----------------------- | --- | ------------------------------------------------------------------------------------------------- |
| Coupe des nations résultats détaillés | France- Cyprien Richard | Autriche- Anna Fenninger - Michaela Kirchgasser - Marlies Schild - Romed Baumann - Benjamin Raich - Philipp Schörghofer | Suède- Sara Hector - Anja Pärson - Maria Pietilä-Holmner - Axel Bäck - Hans Olsson - Matts Olsson |